# Siay
Siay là một đô thị hạng 4 ở tỉnh Zamboanga Sibugay, Philippines. Theo điều tra dân số năm 2000 của Philipin, đô thị này có dân số 32.844 người trong 6.238 hộ.

## Các đơn vị hành chính
Siay được chia thành 29 barangay.
| - Bagong Silang - Balagon - Balingasan - Balucanan - Bataan (Dacanay) - Batu - Buyogan - Camanga - Coloran - Kimos (Kima) - Labasan - Lagting - Laih - Logpond - Magsaysay | - Mahayahay - Maligaya - Maniha - Minsulao - Mirangan - Monching - Paruk - Poblacion - Princesa Sumama - Salinding - San Isidro - Sibuguey - Siloh - Villagracia |